# Nikon D610

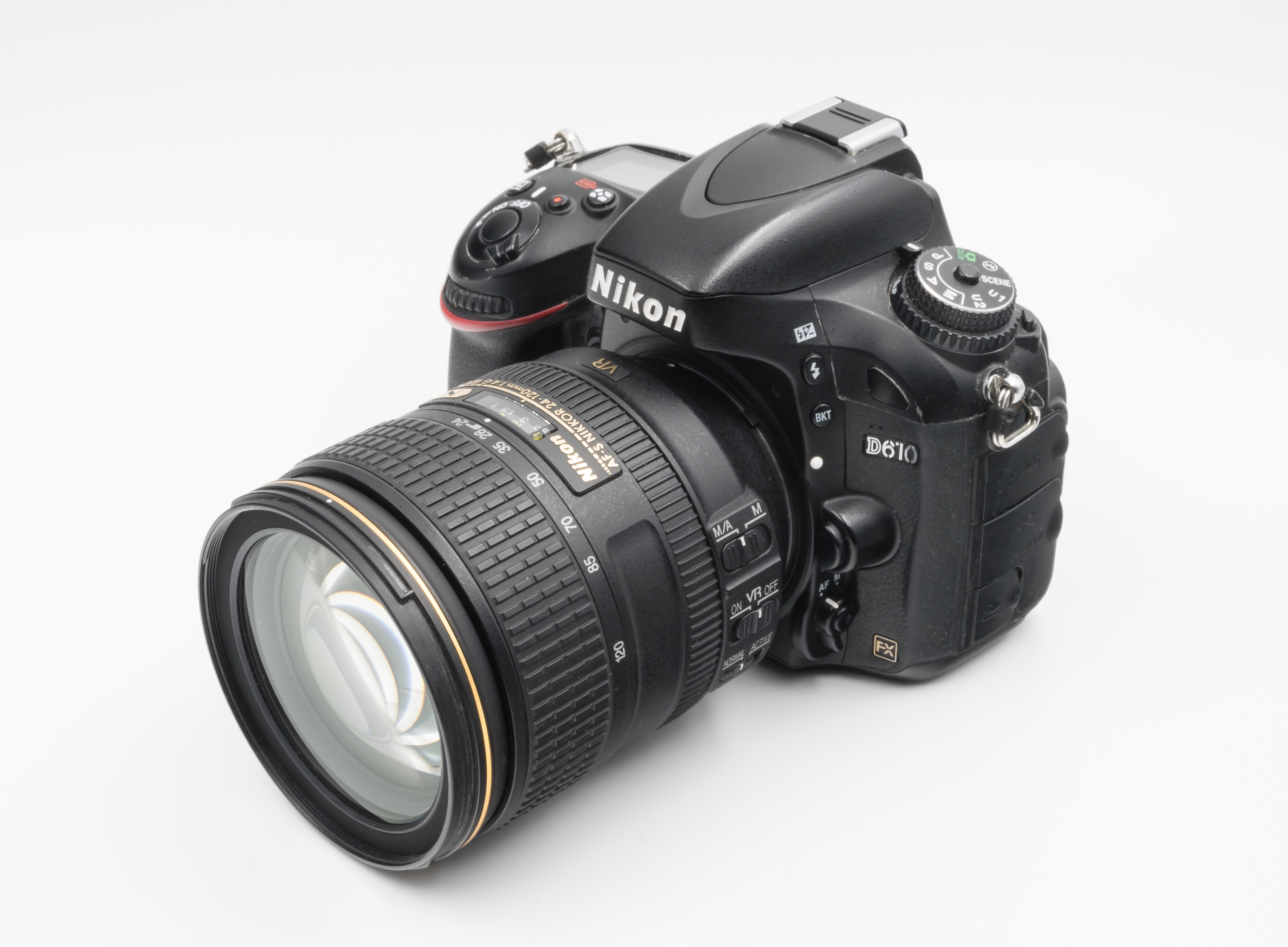

Nikon D610 — цифровий дзеркальний фотоапарат компанії Nikon, представлений 8 жовтня 2013 року, оголошена дата початку продажів — 18 жовтня.
У порівнянні з випущеним раніше D600 в D610 замінений затвор, завдяки чому збільшилася швидкість серійної зйомки до 6 кадрів на секунду, і доданий режим серійної зйомки «тихий затвор», що дозволяє фотографувати диких тварин.